# Shark shield
Pour les articles homonymes, voir Shield.
Un shark shield est un appareil utilisé comme équipement de protection individuelle contre les attaques de requins par les personnes qui le portent sur elles ou se tiennent à peu de distance, par exemple des surfeurs. Il fonctionne en émettant un champ électromagnétique dans l'eau qui l'entoure, ce qui irrite les ampoules de Lorenzini des requins se trouvant à proximité et donc tend à les éloigner.

## Annexe